# Dendrochilum binuangense
Dendrochilum binuangense är en orkidéart som beskrevs av Oakes Ames. Dendrochilum binuangense ingår i släktet Dendrochilum och familjen orkidéer. Inga underarter finns listade i Catalogue of Life.